# Dichopygina nigrohalteralis
Dichopygina nigrohalteralis är en tvåvingeart som först beskrevs av Frey 1948.  Dichopygina nigrohalteralis ingår i släktet Dichopygina och familjen sorgmyggor.
Artens utbredningsområde är Finland. Arten är reproducerande i Sverige. Inga underarter finns listade i Catalogue of Life.